# کردیت میچوال
کردیت میچوال (انگلیسی: Crédit Mutuel) شرکت خدمات مالی و بانکداری فرانسوی است، که در سال ۱۸۸۲ تأسیس شد.